# Džamál Khader Daibes
Mons. Jamal Khader Daibes (* 3. července 1964, Zababdeh, Západní břeh Jordánu) je arabský katolický kněz, který působí sídelní biskup džibutský a apoštolský administrátor Diecéze Mogadišo.

## Stručný životopis
Na kněze byl vysvěcen v roce 1988 pro diecézi Latinského patriarchátu jeruzalémského, po působení v pastoraci byl vyslán na studia do Říma, kde na Gregoriánské univerzitě získal v roce 1994 doktorát teologie. Od roku 1989 působil v kněžském semináři v Bejt Džalá a od roku 2003 jako profesor na Betlémské univerzitě. V roce 2013 se stal rektorem semináře v Bejt Džalá, v letech 2021-2024 do působil jako patriarchální vikář pro Jordánsko.
Papež František jej dne 11. března 2022 jmenoval titulárním biskupem patarským a pomocným biskupem v latinském patriarchátu jeruzalémském. Na biskupa byl vysvěcen 6. května 2022 v betlémském kostele sv. Kateřiny patriarchou Pizzaballou.
13. ledna 2024 jej papež František jmenoval sídelním biskupem džibutským a apoštolským administrátorem Diecéze Mogadišo . 3. března 2024 se ujal své diecéze. 